# Вілліан Аран
Вілліан Аран (порт. Willian Arão, нар. 12 березня 1992, Сан-Паулу) — бразильський футболіст, півзахисник клубу «Панатінаїкос».

## Клубна кар'єра
Народився 12 березня 1992 року в місті Сан-Паулу. Батьки Віліана розлучилися, коли йому було 8 років. За словами Віліана, визначальну роль у виборі професії зіграв його батько, який хотів, щоб син став футболістом. Аран займався футболом у школі «Сан-Паулу», а в 2011 році впродовж 8 місяців займався в школі іспанського «Еспаньйола». У Барселоні Віліан Аран відчував себе незатишно і змушений був покинути колектив.
У жовтні 2011 року Вілліан Аран підписав професійний контракт з «Корінтіансом». Свій перший матч за «тімао» Аран провів проти «Понте-Прети» в рамках Ліги Паулісти 15 квітня 2012 року. Віліан провів весь матч і заробив жовту картку на 89-й хвилині. Корінтіанс виграв з рахунком 2:1. З травня по серпень Вілліан Аран провів 7 матчів в рамках Серії A чемпіонату Бразилії. Як правило, Віліан виходив у стартовому складі і проводив повністю весь матч. У серпні півзахисник отримав невелику травму і зіграв свій останній матч в 2012 році 18 жовтня проти «Крузейро» в Белу-Орізонті (поразка «Корінтіанса» 0:2). У грудні того ж року Віліан Аран був включений Тіте в заявку на Клубний чемпіонат світу, але в двох матчах турніру на полі не виходив.
Згодом з 2013 по 2014 рік грав на правах оренди у складі клубів «Португеза Деспортос», «Шапекоенсе» та «Атлетіко Гояніенсе», а протягом сезону 2015 року грав за «Ботафогу». Більшість часу, проведеного у складі цієї команди з Ріо-де-Жанейро, був основним гравцем команди і допоміг їй виграти Серію Б та вийти до вищого бразильського дивізіону.
До складу клубу «Фламенго» приєднався на початку 2016 року. Разом з командою 23 листопада 2019 року став володарем Кубка Лібертадорес. Також допоміг своїй команді того року виграти чемпіонат штату і чемпіонат Бразилії, а також вдруге у своїй кар'єрі поїхав на Клубний чемпіонат світу. Станом на 24 листопада 2019 року відіграв за команду з Ріо-де-Жанейро 121 матч в національному чемпіонаті.

## Виступи за збірну
26 січня 2017 року дебютував в офіційних матчах у складі національної збірної Бразилії в грі з Колумбією (1:0), так званому "Матчі дружби" (порт. Jogo da Amizade), присвяченому вшануванню жертв трагедії за участю гравців «Шапекоенсе». Оскільки ця гра була поза «вікном ФІФА», то під знамена збірної були викликані лише гравці національного чемпіонату, тим не менш гра мала офіційний статус.

## Статистика виступів

### Статистика клубних виступів
| Сезон                  | Команда                | Чемпіонат              | Чемпіонат | Чемпіонат | Національний кубок | Національний кубок | Національний кубок | Міжнародні | Міжнародні | Міжнародні | Інші змагання | Інші змагання | Інші змагання | Усього | Усього |
| Сезон                  | Команда                | Ліга                   | Ігор      | Голів     | Ліга               | Ігор               | Голів              | Ліга       | Ігор       | Голів      | Ліга          | Ігор          | Голів         | Ігор   | Голів  |
| ---------------------- | ---------------------- | ---------------------- | --------- | --------- | ------------------ | ------------------ | ------------------ | ---------- | ---------- | ---------- | ------------- | ------------- | ------------- | ------ | ------ |
| 2012                   | «Корінтіанс»           | A+ЛП                   | 8+1       | 0         | -                  | -                  | -                  | -          | -          | -          | КЧС           | 0             | 0             | 9      | 0      |
| 2013                   | «Корінтіанс»           | A+ЛП                   | 2+6       | 0         | -                  | -                  | -                  | -          | -          | -          | -             | -             | -             | 9      | 2      |
| Усього за «Корінтіанс» | Усього за «Корінтіанс» | Усього за «Корінтіанс» | 17        | 0         |                    | -                  | -                  |            | -          | -          |               | -             | -             | 17     | 0      |
| 2013                   | «Португеза Деспортос»  | A                      | 12        | 0         | -                  | -                  | -                  | ПАК        | 2          | 0          | -             | -             | -             | 14     | 0      |
| Усього за кар'єру      | Усього за кар'єру      | Усього за кар'єру      | 29        | 0         |                    | 2                  | 0                  |            | -          | -          |               | -             | -             | 31     | 0      |

## Титули і досягнення
- Чемпіон Бразилії (2):

«Фламенгу»: 2019, 2020
- Переможець Ліги Пауліста (1):

«Корінтіанс»: 2013
- Переможець Ліги Каріока (4):

«Фламенгу»: 2017, 2019, 2020, 2021
- Клубний чемпіон світу (1):

«Корінтіанс»: 2012
- Володар Кубка Лібертадорес (2):

«Корінтіанс»: 2012
«Фламенгу»: 2019
- Володар Рекопи Південної Америки (1):

«Фламенгу»: 2020
- Володар Суперкубка Бразилії (2):

«Фламенгу»: 2020, 2021
- Володар Кубка Туреччини (1):

«Фенербахче»: 2022-23

### Індивідуальні
- Срібний м'яч (У символічній збірній чемпіонату Бразилії): 2016[5], 2019[6]
- У символічній збірній Ліги Каріока: 2016[7]